# Свен III Дански
Свен III Дански (око 1125 - 23. октобар 1157) је био дански краљ од 1146. године до своје смрти.

## Биографија
Свен је био ванбрачни син Ерика II Данског и конкубине Тине. Средином тридесетих година 12. века путовао је са оцем у Данску где је учествовао у рату са краљем Нилсом за дански престо. Након смрти Ерика II (1137) на власт је дошао Ерик III. Свен је послат код Конрада III Немачког. Том приликом се спријатељио са Конрадовим нећаком Фридрихом, каснијим светоримским царем.
Године 1146. Свен се вратио у Данску. Ерик је абдицирао исте године. Свен је проглашен за краља од стране магната на Селанду, док су Кнута крунисали магнати на Јиланду. Кнут и Свен су наредних година ратовали око данског престола. Кнута је подржао надбискуп Ескил који касније прелази на страну Свена који му је доделио поседе у Сканији и Борнхолму. Свен је поразио Кнута и ограничио његову власт само на Јуланд. Следеће, 1147. године, Свен и Кнут су се удружили и заједно подржали Вендски крсташки рат. Након завршетка крсташког рата, грађански рат у Данској је настављен. Након неколико успешних битака, Свен је освојио Фин, делове Јиланда и поставио је Валдемара за војводу Шлезвига. Потом је заратио против Адолфа II Холштајна, Кнутове присталице. Кнут је протеран 1150. године, али је већ следеће поново ушао у Данску са немачком најамничком војском. Поново је одбијен је су и Кнут и Свен затражили помоћ од светоримског цара Конрада. Конрада је 1152. године наследио Фридрих Барбароса. Према споразуму у Мерсенбургу који је донет по налогу Барбаросе, одлучено је да је Свен главни дански краљ, а да Кнуту припада знатан део данске територије. Валдемару је остао Шлезвиг.
Године 1154. Свен је свргнут од стране Кнута и Валдемара који склапају савез. Кнут је крунисан за краља, а Валдемар за савладара. Свен је потражио уточиште у Немачкој. Тамо је провео три године. У Данску се вратио 1157. године заједно са војском кнеза Хајнриха Лава. Успео се изборити за власт у Сканији. На мировном банкету који је одржан 9. августа 1157. године у Роскилду, Свен је убио Кнута. Валдемар се спасао бекством на Јиланд. У бици која је вођена 23. октобра 1157. године Свен је поражен. Сам Свен убијен је од стране сељака који су га ухватили приликом покушаја бекства.

## Породично стабло
|  |                    |  |  |  |  |  |  |  |  |  |  |  |  |  |  |  |
|  | 2. Ерик II Дански  |  |  |  |  |  |  |  |  |  |  |  |  |  |  |  |
|  |                    |  |  |  |  |  |  |  |  |  |  |  |  |  |  |  |
|  |                    |  |  |  |  |  |  |  |  |  |  |  |  |  |  |  |
|  | 1. Свен III Дански |  |  |  |  |  |  |  |  |  |  |  |  |  |  |  |
|  |                    |  |  |  |  |  |  |  |  |  |  |  |  |  |  |  |
|  |                    |  |  |  |  |  |  |  |  |  |  |  |  |  |  |  |
|  | 3. [[]]            |  |  |  |  |  |  |  |  |  |  |  |  |  |  |  |
|  |                    |  |  |  |  |  |  |  |  |  |  |  |  |  |  |  |
|  |                    |  |  |  |  |  |  |  |  |  |  |  |  |  |  |  |